# Bryan Forbes
Bryan Forbes (Stratford, 22 luglio 1926 – Virginia Water, 8 maggio 2013) è stato un attore, sceneggiatore e regista britannico.

## Biografia
Forbes studiò da attore presso la Royal Academy of Dramatic Arts ma non riuscì a completare i suoi studi. Dopo il servizio militare, assolto fra il 1945 ed il 1948, interpretò numerosi ruoli secondari in produzioni cinematografiche e teatrali britanniche, benché fu costretto a cambiare il proprio nome dalla British Equity per evitare confusione con l'attore adolescente John Clark. In quel periodo iniziò anche a scrivere per il grande schermo, ricevendo il suo primo credit in Sopravvissuti: 2 (1955). Un'altra nota sceneggiatura scritta da Forbes in quel periodo fu Un colpo da otto (1960), in cui ebbe anche una parte da attore.
Nel 1959 formò una compagnia di produzione cinematografica assieme al suo collaboratore Richard Attenborough, la Beaver Films, con la quale produsse su sua sceneggiatura 
il film La tortura del silenzio (1960), in cui Attenborough recitava la parte del protagonista. Nel 1961 debuttò come regista in Whistle Down the Wind, ancora prodotto da Attenborough. Nel 1964 Forbes scrisse e diresse Ventimila sterline per Amanda, per il quale nel 1965 fu premiato con l'Edgar Award da parte del Mystery Writers of America, nella categoria "miglior sceneggiatura di un film straniero". Nello stesso anno scrisse il terzo adattamento cinematografico del romanzo di William Somerset Maugham Schiavo d'amore. Nel 1965 andò a Hollywood per realizzare Qualcuno da odiare.
Per La tortura del silenzio nel 1961 fu candidato all'Oscar alla migliore sceneggiatura originale e per La scarpetta e la rosa, film di cui fu regista nel 1977, fu candidato al Golden Globe per il miglior film straniero
Nel 1969 fu indicato come capo della produzione e amministratore delegato dello studio cinematografico Associated British (EMI), ma per lui l'esperienza non fu positiva e rassegnò le proprie dimissioni nel 1971, anche se fu comunque parzialmente responsabile della produzione di Quella fantastica pazza ferrovia (1970). Dopo questa esperienza rallentò la propria attività, ciò nonostante ottenne un buon successo come regista di La luna arrabbiata (1971) e La fabbrica delle mogli (1975). La scarpetta e la rosa (1976), Una corsa sul prato (1978) e A faccia nuda (1984) si rivelarono invece degli insuccessi. In anni più recenti, scrisse la sceneggiatura del film Chaplin (1992) di Attenborough.
Nel 1951 sposò in prime nozze Constance Smith, da cui divorzio' nel 1955, e nello stesso anno sposò la sua seconda moglie, l'attrice Nanette Newman. La coppie ebbe due figlie: Emma Forbes e Sarah Standing (1959), quest'ultima moglie dell'attore John Standing. 
Nel 2004 Bryan Forbes fu nominato membro dell'Ordine dell'Impero Britannico.

## Filmografia

### Regista
- Whistle Down the Wind (1961)
- La stanza a forma di L (The L-Shaped Room) (1962)
- Schiavo d'amore (Of Human Bondage) - non accreditato (1964)
- Ventimila sterline per Amanda (Seance in a Wet Afternoon) (1964)
- Qualcuno da odiare (King Rat) (1965)
- La cassa sbagliata (The Wrong Box) (1966)
- Bisbigli (The Whisperers) (1967)
- Passo falso (Deadfall) (1968)
- La pazza di Chaillot (The Madwoman of Chaillot) (1969)
- Luna arrabbiata (The Raging Moon) (1971)
- Elton John Bernie Taupin Say Goodbye Norma Jean and Other Things - documentario (1973)
- La fabbrica delle mogli (The Stepford Wives) (1975)
- La scarpetta e la rosa (The Slipper and the Rose - The Story of Cinderella) (1976)
- Una corsa sul prato (International Velvet) (1978)
- I seduttori della domenica (Sunday Lovers) - episodio An Englishman's Home (1980)
- Play for Today - serie TV, 1 episodio (1980)
- Profumo di mare (Better Late Than Never) (1983)
- Philip Marlowe, Private Eye - serie TV, 1 episodio (1983)
- A faccia nuda (The Naked Face) (1984)
- Restless Natives (1985)
- Gioco senza fine (The Endless Game) - miniserie TV, 2 episodi (1989)

### Sceneggiatore
- Sopravvissuti: 2 (The Cockleshell Heroes), regia di José Ferrer (1955)
- Sotto coperta con il capitano (The Captain's Table), regia di Jack Lee (1959)
- Un colpo da otto (The League of Gentleman), regia di Basil Dearden (1960)
- La tortura del silenzio (The Angry Silence), regia di Guy Green (1960)
- Sesso, peccato e castità (Only Two Can Play), regia di Sidney Gilliat (1962)
- Due sotto il divano (Hopscotch), regia di Ronald Neame (1980)
- Charlot (Chaplin), regia di Richard Attenborough (1992)